# Drupi
Drupi, vlastním jménem Giampiero Anelli (* 10. srpna 1947 Pavia), je italský zpěvák.

## Umělecká dráha
V 60. letech 20. století vystupoval s rockovou kapelou Le Calamite. Jeho sólová kariéra začala na festivalu v Sanremu v roce 1973, kde zazpíval píseň Vado via, která u posluchačů zcela propadla (podle jeho vlastních slov skončila poslední). Za necelé tři měsíce se ale píseň umístila na 14. místě britské hitparády. V následujících letech měl u publika úspěch i s dalšími písněmi: Sereno è (1974), Piccola e fragile (1975), Sambariò (1976), Due (1977), Come Va (1978), La mia canzone al vento (1980) nebo Soli (1982). Koncem 70. let koncertoval v ČSSR s Hanou Zagorovou. V roce 2007 plánoval s Michalem Davidem autorskou spolupráci na muzikálu Mona Lisa, ke které ale pro časovou zaneprázdněnost italského hudebníka nedošlo.

## Diskografie
- 1973 – Vado via
- 1974 – Sereno è...
- 1975 – Due
- 1976 – La visiera si stacca e si indossa
- 1977 – Di solito la gente mi chiama Drupi
- 1978 – Provincia
- 1979 – E grido e vivo e amo
- 1981 – Drupi
- 1983 – Canta
- 1985 – Un passo
- 1989 – Drupi
- 1990 – Avanti
- 1992 – Amica mia
- 1993 – Maiale
- 1995 – Voglio una donna
- 1996 – The best of Drupi
- 1997 – Bella e strega
- 2000 – Drupi best Europa
- 2004 – Buone notizie
- 2007 – Fuori target